# Дієцезія Пореч-Пула
Єпархія Пореч-Пула (хорв. Porečka i Pulska biskupija) — католицька дієцезія латинського обряду в Хорватії з центром у місті Пореч. Входить до складу митрополії Рієки. Латинська назва -Dioecesis Parentinus et Polensis.
Дієцезії в містах Пореч і Пула належать до числа найстаріших у Хорватії, засновані на стику III і IV століть. 1828 року була створена єдина дієцезія Пореч-Пула. З 1969 року як суфраганна дієцезія входить до складу Ріекской архідієцезії-митрополії.
За даними на 2004 рік у дієцезії налічувалося 168 699 католиків (80,8% населення), 108 священиків і 134 парафії. Кафедральним собором дієцезії є собор Успіння Пресвятої Діви Марії в Поречі. Раніше кафедральним собором служив собор Вознесіння Пресвятої Діви Марії в Пулі. З 1997 року дієцезію очолює єпископ Іван Мілован (хорв. Ivan Milovan).